# قلمرو پایتخت فدرال (کراچی)
قلمرو پایتخت فدرال (اختصاری FCT) یک قلمروی فدرال در اطراف شهر کراچی، پایتخت قبلی پاکستان بود. FCT در سال ۱۹۴۸ از شهر کراچی و مناطق اطراف آن به عنوان پایتخت پاکستان تشکیل شد. پس از اعلام پایتختی کراچی صدها هزار مهاجر مسلمان از هند وارد این شهر شدند و جمعیت شهر به طرز چشمگیری تغییر یافت. قلمرو پایتخت فدرال کراچی از شمال شرقی با ایالت سند و از شمال غربی با ایالت شاهزاده لسبیله و از جنوب با دریای عرب هم‌مرز بود. در سال ۱۹۵۸ پایتخت فدرال به راولپندی منتقل شد و در پی آن کراچی به عنوان پایتخت ایالت پاکستان غربی انتخاب شد.

## تاریخ
کراچی اولین پایتخت کشور جدید قلمروی پاکستان بعد از تأسیس در سال ۱۹۴۷ بود. FCT به دلیل این ایجاد شد تا دولت فدرال را قادر سازد کند در یک قلمرو تحت کنترل ملی فعالیت کند. در آن زمان جمعیتی بالغ بر ۴۰۰۰۰۰ نفر داشت که به دلیل تمرکز سیاسی بر شهر و اینکه شهر بندر تجاری و اقتصادی بزرگی برای پاکستان بود، در حال رشد و افزایش جمعیت ناگهانی قرار می‌گرفت. در زمانی که این قلمرو به ایالت پاکستان غربی تبدیل شد، حدود ۱٫۹ میلیون نفر جمعیت داشت.
اقوام اصلی این منطقه قبل از تقسیم هند متشکل از چندین گروه کوچک زبانی و مذهبی مانند جوامع گجراتی بود که شامل پارسی‌ها، هندوها، مسلمانان سنی، مسلمانان شیعه اسماعیلی، داودی بوهراس، مسلمانان مرواری، مسلمانان کاچی، جوامع مسیحی و تعداد قابل توجهی از بلوچ‌ها در روستاهای پراکنده این منطقه ساکن بودند. شهر کنونی کراچی در ابتدا یک شهرک ماهیگیری کوچک با سکنه ماهیگیر بلوچ بوده و نام کراچی از روی نام ماهیگیر بلوچی با نام «مای کلاچی» که در این منطقه به همراه خانواده و قبیله اش ساکن شده باقی مانده است. نام اصلی «کولاچی» هم‌اکنون در یک محله معروف کراچی به نام «مای کولاچی» باقی مانده است. این شهر پایتخت فدرال و همچنین بزرگ‌ترین مرکز تجاری بود.

## جغرافیا و آب و هوا
قلمرو پایتخت فدرال ۲۱۰۳ کیلومتر مربع را اشغال می‌کرد و در مقایسه با شهر کنونی توسعه یافته کراچی که ۳۵۲۷ کیلومتر مربع را اشغال می‌کند، آن زمان منطقه پایتخت فدرال به غیر از شهر کراچی، شامل چندین روستا و شهر کوچک که اکنون در منطقه شهری کراچی قرار گرفته‌اند می‌شد. این قلمرو دشت‌های غلتان را پوشانده بود که از شمال و غرب توسط تپه‌های لسبیله، از شرق به رود سند و از جنوب به دریای عرب محدود می‌شدند. بندر کراچی در یک خلیج حفاظت شده قرار داشت که توسط چندین جزیره کوچک محافظت می‌شد. این شهر دارای آب و هوای گرمسیری که در معرض و نفوذ دریا بود و باعث می‌شد زمستان‌های معتدل و خشک و تابستان‌های گرم، مرطوب و بارانی داشته باشد. فصل تابستان طولانی‌ترین دوره در طول سال در این ناحیه است و بهار و پاییز بسیار کوتاهی دارد.

## اقتصاد و حمل و نقل
از زمان استقلال و تأسیس پاکستان، کراچی پایتخت مالی و مرکز اقتصاد این کشور بوده که با وجود رکود اقتصادی ناشی از ناآرامی‌های سیاسی-اجتماعی اواخر دهه ۱۹۸۰ و ۱۹۹۰، بزرگ‌ترین اقتصاد شهری پاکستان و بیشترین سهم از درآمد ملی و تولید ناخالص داخلی را به خود اختصاص داده است. باقی مانده است. دفتر مرکزی بانک دولتی پاکستان و اکثر بانک‌های تجاری همراه با اولین و بزرگ‌ترین بورس اوراق بهادار پاکستان - KSE که در حال حاضر PSX است، در کراچی بود.
FCT توسط ترمینال قدیمی فرودگاه بین‌المللی قائد اعظم (فرودگاه بین‌المللی جناح کنونی) با مجموع ۷٫۲ میلیون مسافر در سال ۲۰۱۸ شلوغ‌ترین فرودگاه پاکستان است. ساختار ترمینال فعلی در سال ۱۹۹۲ ساخته شده است و به بخش‌های بین‌المللی و داخلی تقسیم می‌شود. خطوط هوایی بین‌المللی این فرودگاه پروازهای بدون توقف به مقصدهایی در سراسر آسیای شرقی، آسیای جنوبی، آسیای جنوب شرقی، آسیای مرکزی، کشورهای خلیج فارس، اروپا و آمریکای شمالی ارائه می‌دهد. علاوه بر این، یک فرودگاه در موریپور وجود دارد که اکنون پایگاه نیروی هوایی پاکستان است.
در سال ۱۹۴۷، کراچی تنها بندر اصلی در غرب پاکستان بود و در حالی که چیتاگونگ بندر اصلی برای شرق پاکستان مورد استفاده قرار می‌گرفت. این شهر از طریق راه‌آهن به سایر نقاط پاکستان غربی متصل بود و ایستگاه‌های اصلی در ایستگاه شهر کراچی و ایستگاه کانتون کراچی قرار داشتند.